# Groupe de NGC 2559
Le groupe de NGC 2559 comprend au moins trois galaxies situées dans la constellation de la Poupe. La distance moyenne entre ce groupe et la Voie lactée est d'environ 31,9 Mpc (∼104 millions d'al). 

## Membres
Le tableau ci-dessous liste les trois galaxies qui sont indiquées sur le site « Un Atlas de l'Univers » créé par Richard Powell.  
| Nom      | Classification | Type           | α (J2000.0)   | δ (J2000.0)  | Vitesse radiale (km/s) | Magnitude apparente | Distance (Mpc) | Diamètre (kal) |
| -------- | -------------- | -------------- | ------------- | ------------ | ---------------------- | ------------------- | -------------- | -------------- |
| NGC 2559 | SB(s)bc pec?   | Spirale barrée | 08h 17m 06.1s | -27° 27′ 21″ | 1559 ± 5               | 10,9                | 36,7 ± 1,9     | 112            |
| NGC 2566 | (R')SB(r)ab    | Spirale barrée | 08h 18m 45.6s | -25° 29′ 58″ | 1637 ± 3               | 11,0                | 28,0 ± 2,0     | 71             |
| IC 2311  | E0?            | Elliptique     | 08h 18m 46.0s | -25° 22′ 11″ | 1844 ± 37              | 11,5                | 31,1 ± 2,3     | 152            |

Le site DeepskyLog permet de trouver aisément les constellations des galaxies mentionnées dans ce tableau ou si elles ne s'y trouvent pas, l'outil du site « Finding the constellation which contains given sky coordinates » permet de le faire à l'aide des coordonnées de la galaxie. Sauf indication contraire, les données proviennent du site NASA/IPAC.